# HD 2454
HD2454 є хімічно пекулярною зорею спектрального класу F4 й має видиму зоряну величину в смузі V приблизно  6.0.
.